# Диц, Карой
Карой Диц (венг. Károly Dietz; 21 июля 1885, Шопрон — 9 июля 1969, Будапешт) — венгерский футболист, игравший за клубы «Мадьяр» и «Политехник». По завершении игровой карьеры — тренер, приведший сборную Венгрии к серебряным медалям чемпионата мира 1938 года.

## Биография
Высшее юридическое образование получил в Будапештском университете технологий. С 1909 года был пресс-секретарем Государственной полиции, а с 1917 по 1918 год был следователем Национальной администрации по вопросам пищевых продуктов и медикаментов. После Революции астр был капитаном милиции Будапешта с 31 октября 1918 по 21 марта 1919 года. Участвовал в аресте Белы Куна и его сподвижников 21 февраля 1919 года, по этой причине, некоторое время находился под арестом после провозглашения Венгерской Советской республики. Во время режима Пейдля он снова был назначен начальником полиции Будапешта, но пост занимал только 4 дня (3 — 6 августа), и был вынужден уйти в отставку после прихода ко власти Иштвана Фридриха.
Работал в частной компании как бухгалтер. В 1930 году получил степень доктора права в университете Сегеду, а в 1931 году открыл юридическую фирму в Будапеште.
После наступления фашистского режима в стране в октябре 1944 года Диц был заключен в тюрьму для политических заключенных в Шопронкёхиде, а затем передан немцам, которые его депортировали в концлагерь Маутхаузен.
После окончания войны Диц работал адвокатом. В 1951 году он переехал в Бодрогкерестур, с 1953 года он снова жил в Будапеште.
Скончался в 1969 году.

## Игровая карьера
В футболе дебютировал выступлениями за команду «Мадьяр». Впоследствии перешел в клуб «Политехник», где и завершил карьеру футболиста.

## Карьера тренера
Начал тренерскую карьеру в 1934 году, возглавив тренерский штаб сборной Венгрии. В тандеме с Альфредом Шаффером привел сборную к званию вице-чемпионов мира в 1938 году на чемпионате во Франции, где команда выиграла три поединка и лишь в финале уступила итальянцам со счетом 2-4. Возглавлял сборную до июня 1939 года, руководя ей на протяжении 41 матча.